# Linéo de Toulouse
El Linéo de Toulouse (BHNS de Toulouse en francés, BHNS de Tolosa en occitano), es una red de autobuses de tránsito rápido que da servicio a la ciudad francesa de Toulouse y a su área metropolitana. Fue inaugurada en el año 2013, con la apertura de la actual línea  L1 , aunque se considera que su verdadera puesta en servicio fue el 29 de agosto de 2016, coincidiendo con la inauguración de la línea  L2 , dado que fue entonces cuando se empezó a distinguir a estos autobuses del resto.

## Historia

### La primera línea
En septiembre de 2013, la línea  16  se transformó en la línea  L16 , siendo, en la práctica, una línea de autobús de tránsito rápido. No obstante, no se distinguía del resto de líneas de autobús de Toulouse, ni por el exterior, ni por la cartelería.

### Creación de la marcaLinéo
En agosto de 2016, tras la apertura de la línea  L2 , se procedió a cambiar la cartelería, para diferenciarlas del resto de autobuses convencionales, así como el exterior de los vehículos. Se ideó entonces un plan para la construcción de 10 líneas de este estilo, que aún sigue vigente.

## Explotación
La explotación de la red corre a cargo de Tisséo Voyageurs, así como la de los autobuses y el tranvía de la ciudad. Los trenes y la infraestructura pertenecen a Tisséo Colectivités y algunos proyectos los realiza Tisséo Ingénierie, que también realiza las labores de limpieza y mantenimiento.

## La red
| Línea | Apertura | Trayecto                                           | Línea sustituida |
| ----- | -------- | -------------------------------------------------- | ---------------- |
| L1    | 2013     | Sept Deniers ↔ Entoire                             | 16               |
| L2    | 2016     | Arènes ↔ Colomiers-Lycée International             | 64               |
| L3    | 2019     | Arènes ↔ Tournefeuille ↔ Plaisance-Monestié        | 65               |
| L4    | 2019     | Basso-Cambo ↔ Cours Dillon                         | 12               |
| L5    | 2019     | Empalot ↔ Portet-Gare                              | 52               |
| L6    | 2017     | Ramonville ↔ Auzeville-Tolosane ↔ Castanet-Tolosan | 62               |
| L7    | 2017     | Cours Dillon ↔ Saint-Orens Centre Commercial       | 10               |
| L8    | 2017     | Marengo-SNCF ↔ Gonin                               | 22               |
| L9    | 2018     | Empalot ↔ L'Union-Grande Halle                     | 38               |
| L10   | 2021     | La Vache ↔ Aucamville ↔ Fenouillet                 | 60 y 69          |

## Características técnicas

### Los autobuses
Presentado como "entre el tranvía y el autobús", las líneas tienen una frecuencia media de 5 a 10 minutos y empiezan a dar servicio hacia las 5 de la mañana, para acabar pasada la medianoche. Son de piso bajo, lo que significa que las personas discapacitadas no necesitan de medidas adicionales. Son vehículos eléctricos dobles, de nueva creación, con pantallas en el interior para informar en tiempo real de las paradas, así como de las correspondencias y posibles incidencias en el servicio.

### Plataforma
Durante la mayoría del recorrido, los autobuses transitan por una plataforma reservada, que les hace ganar tiempo y poder ser competitivos contra el coche, al quitarle a este último espacio en la calzada. La mayoría de los semáforos dan prioridad a los autobuses y las paradas tienen, la mayoría, pantallas con información en tiempo real.

## Futuro

### En construcción

#### Creación de 5 nuevas líneas
Con el gran suceso que han tenido estas líneas y, sin apenas haber acabado la segunda fase, Tisséo ha proyectado una tercera fase, para el año 2025, que incorporará 5 líneas más a la red.